# 和暦
和暦（）は、元号とそれに続く年数によって年を表現する、日本独自の紀年法である。邦暦（）や日本暦（、にほんれき）とも。
この手法自体は東アジアで広く行われてきたが、日本独自の元号を用いているため日本固有の紀年法となる。飛鳥時代の孝徳天皇によって西暦645年に制定された「大化」がその始まりであり、以来15世紀に亘って使われ続けてきている。
たとえば、西暦2025年は令和7年に当たる。
また暦法について、明治改暦（明治6年/西暦1873年）で天保暦に代えてグレゴリオ暦を採用して以降は、月日についてはグレゴリオ暦と一致している。

## 概要
最初の元号「大化」が制定された西暦645年（大化の改新）以降に、248の元号が日本で制定されている。ただしこれは、南北朝時代における両朝の元号双方を全て含めた数である。重複のない元号の数は、南朝を採る場合（歴代天皇の数え方と一致する）は232、北朝を採る場合は241である。
古代には元号が制定されていない期間もあった。現在まで連続するのは、西暦701年の大宝からである。また、前述したように南北朝時代には2つの元号が並行して存在していた。その他にも地方の反乱勢力や都落ちした勢力が中央の改元に従わず、旧元号を使い続けた例がいくつか知られており、多くの私年号も伝えられている。
明治以降は、一世一元の詔・旧皇室典範・元号法により、天皇の位を継承する際にのみ改めることが定められているが（一世一元の制）、明治以前は、不吉なことがあったり、病が流行するなどの理由で度々改元された。そのほとんどは1年から長くて十数年の非常に短い期間しか持続しなかった。逆に、新天皇が即位しても、改元しなかったり、日を置いて改元した場合も少なくなかった。
日本の役所等の官公庁が発行する文書、官公庁に提出する書類（公文書）は、慣例により和暦を記載したものが多いが、和暦を記載しなければならないという法的な根拠は存在しない。外務省は、国外とやりとりする書類については、原則として西暦を利用する方針を示した。日本国外で主に使うパスポートや、気象観測機器の製造年には西暦が使用されている。新聞などには西暦と和暦が併記されている。

## 現在の和暦
| 元号名（読み） | 初日年月日               | 現年数 | 現在位年月日数  | 天皇名           |
| --- | ------------------------ | ------ | --------------- | ---------------- |
| 令和（れいわ） | 令和元年（2019年）5月1日 | 7年    | 5年10か月と16日 | 徳仁（今上天皇） |
| 皇室典範特例法および元号法に基づく、明仁（上皇）の退位および徳仁（今上天皇）の即位（譲位による皇位継承）による改元。（） |                          |        |                 |                  |

## 改元による事務作業の難点

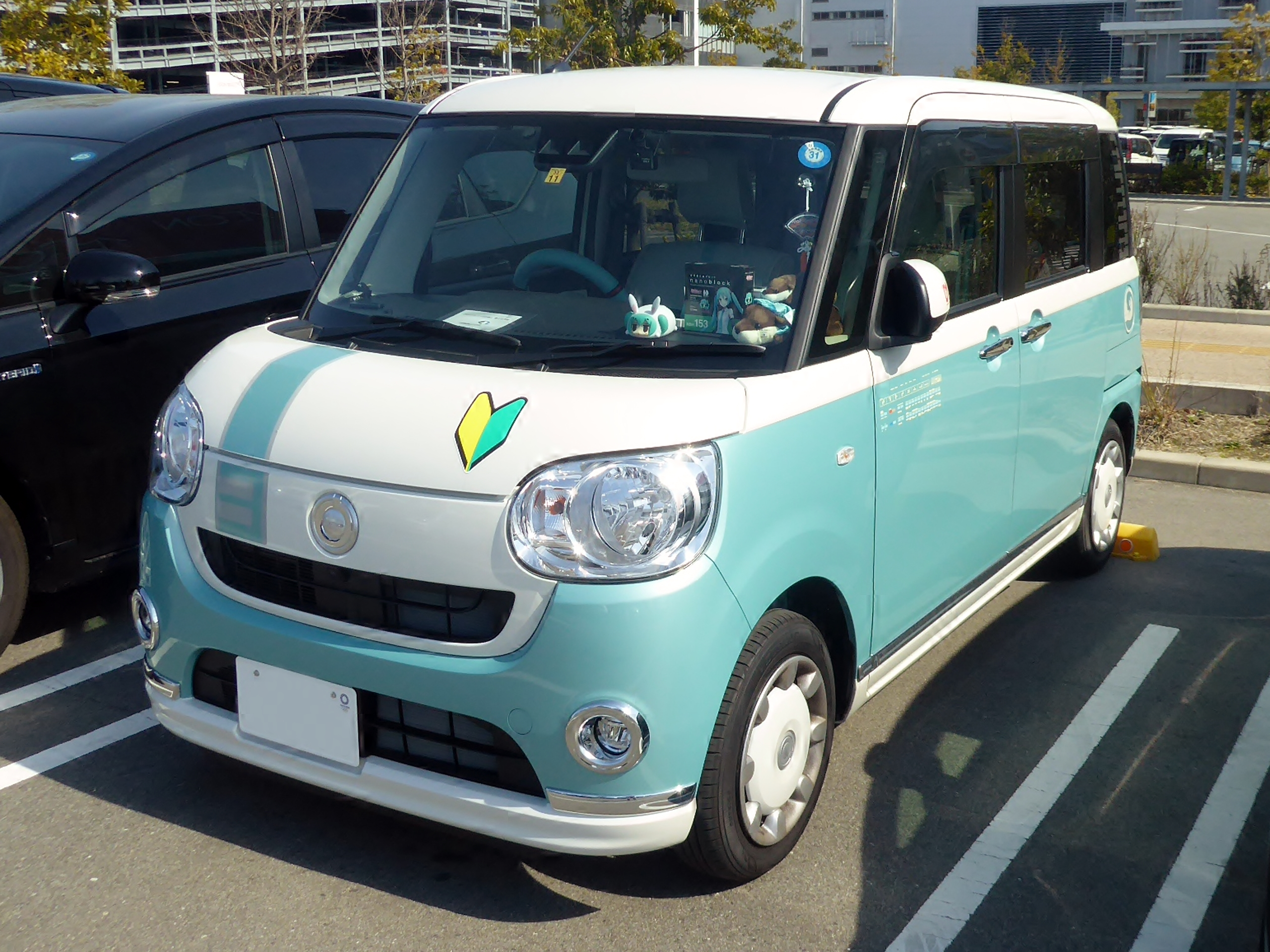
和暦では未来の日付を正確に表記できない実例：｢平成32年11月｣が有効期限として記載されている車検ステッカー及び｢平成31年11月｣の定期点検ステッカー(いずれも改元により実在しない)が貼り付けられたダイハツ・ムーヴキャンバス。

- 改元は年初とは限らず、特に、皇位継承に伴う改元となった大正以降は全て、年の途中で改元される。たとえば1926年の場合、12月24日まで大正15年で、翌25日から昭和元年となった。また1989年は1月7日まで昭和64年、1月8日から平成元年となっており、1つの西暦年に2つの元号が混在しているため、事務作業が繁雑になることがある。
- 未来の年代を正確に表せない。たとえば、昭和50年代には「昭和70年」などとする資料がある[4]。過去に発行された文書に現れる未来の和暦は、改元しても改定されないのが普通なので、現実には同じ日付に対し複数の元号表現がありうる。
- 立年改元（当年1月1日に遡って改元。例: 明治）や即日改元（当日0時に遡って改元。例: 大正・昭和）の場合、過去に遡って元号が変更される。そのため、遡った期間の日付に対しては、2種類の正しい（あるいは正しかった）和暦表現がありうる。ただし現在の史学では、立年改元は考慮しないのが普通である（明治は1月1日からではなく10月23日からとされる）。
- 改元ごとに多大な事務作業（公文書における、元号の改訂作業など）が発生する。

### その他
- 時系列に連続した西暦に比べて、過去を正確に表すには元号を全て覚えるか、照合作業が必要である。
- 1年を「元年」と表記する場合、一貫した処理が難しい。たとえば、数字2桁と漢字1文字が等幅でない環境ではレイアウト設計に問題が出る。
- 未来の年代を仮に表現する場合、年数が3桁にもなりうるが（#日付・年数表現も参照）[5]、これに気づかず設計されたコンピュータシステムは問題を起こす可能性がある（例：昭和100年問題）。

## 日付・年数表現
- 元号の後に年数を続ける。ただし1年は「○○元年」とするのが普通（特に縦書きの場合）。また、横書き固定長の場合、1桁の年数は月数や日数と同様、0または空白を詰めて、（「02年」「 2年」のように）2桁とする。
- 大化以前および大宝以前の元号の空白期間は、天皇の名を元号の代わりに使うのが慣例である。たとえば、十七条憲法が公布された西暦604年は「推古（天皇）12年」のように表す。
- 明治以降の元号を表す表現としては、漢字1字の略記（明・大・昭・平・令）や英字1字の略記（M・T・S・H・R）も使われる。これらの略記は JIS X 0301 で規定されている。なお、明治の前の元号は慶応、その前は元治であるが、それらの略記はJISには含まれておらず、期間がごく短いこともあいまって実際に使われることはほぼない。
- 数十年先の未来の年数表現に元号を用いた場合、（今後の改元などは想定できないことから）3桁以上にもなりうる[5]。たとえば、平成の元号を用いて西暦2100年を表現した場合、平成112年とせざるを得なかった。

## 西暦から和暦、西暦から和暦への計算
明治以前の元号は対応していない。また、「元年」は1と考える。
| 元号 | 和暦→西暦        | 西暦→和暦        | 西暦→和暦                | 西暦→和暦                |
| 元号 | 和暦→西暦        | 永久に有効な式   | 一定の範囲内で有効なもの | 一定の範囲内で有効なもの |
| ---- | ---------------- | ---------------- | ------------------------ | ------------------------ |
| 明治 | 和暦 - 33 + 1900 | 西暦 + 33 - 1900 | 西暦 + 33 の下二桁       | 1868年 - 1966年          |
| 大正 | 和暦 + 11 + 1900 | 西暦 - 11 - 1900 | 西暦 - 11 の下二桁       | 1912年 - 2010年          |
| 昭和 | 和暦 + 25 + 1900 | 西暦 - 25 - 1900 | 西暦 - 25 の下二桁       | 1926年 - 2024年          |
| 平成 | 和暦 - 12 + 2000 | 西暦 + 12 - 2000 | 西暦 + 12 の下二桁       | 1989年 - 2087年          |
| 令和 | 和暦 + 18 + 2000 | 西暦 - 18 - 2000 | 西暦 - 18 の下二桁       | 2019年 - 2117年          |

計算に手間がかかる場合は、早見表を用いると便利である。

## コンピュータでの扱い
Microsoft Windowsでは、ロケールに「日本」を選択することで、日付形式に「和暦」を選択できる。
Microsoft Officeなどの書式文字列では、元号は「ggg」、元号での年数は「e」（0詰めなし）か「ee」（2桁に0詰め、ただし3桁以上になりうる）で表される。たとえば、1990年を「平成2年」と表現する書式文字列は「ggge年」である。漢字1文字の略記は「gg」、英字1文字の略記は「g」である。「元年」表現はサポートされていない。
またレジストリーエディターでキー名HKEY_LOCAL_MACHINE\SYSTEM\CurrentControlSet\Control\Nls\Calendars\Japanese\Erasに
「値の名前」を「西暦 月 日」(月と日は0埋め)とし、「値のデータ」を「元号_元号の省略_ローマ字表記された元号_ローマ字表記された元号の1文字」を追加すればよい。

## 和暦・元号を主に採用しているマスコミ
- 産業経済新聞社 - 主に産経新聞やサンケイスポーツ。ただし、同社が発行するタブロイド版日刊紙「SANKEI EXPRESS」（2016年休刊）は、西暦を主に使用する傾向があった。また、同じく同社が発行する夕刊フジは2007年に原則西暦表記に変更している。
- 河北新報社、静岡新聞社、熊本日日新聞社など一部の地方紙
- 東京スポーツ新聞社
- 日本放送協会（NHK） - 特に報道番組において、日本国内の出来事に関する報道では原則元号のみを用い、日本国外での出来事に関しては西暦のみを用いる傾向があり、場合によっては西暦と元号が混在することもある（特に2019年の令和改元後は経済関連ニュース等一部ニュースで国内ニュースでも西暦を用いるケースが増えている）。

## 日本で使用された暦・紀元一覧
- 暦法
  - 太陰太陽暦
    - 元嘉暦 - 儀鳳暦 - 大衍暦 - 五紀暦 - 宣明暦 - 貞享暦 - 宝暦暦 - 寛政暦 - 天保暦

  - 太陽暦
    - グレゴリオ暦
- 紀元
  - 元号
  - 西暦紀元
  - 神武天皇即位紀元